# Éliminatoires du Championnat d'Europe masculin de handball 2018
Navigation
Éliminatoires 2016 Éliminatoires 2020
Les éliminatoires du championnat d'Europe masculin de handball 2018 se sont déroulés en trois phases, à partir d'octobre 2014, en relation avec les éliminatoires pour l'Euro 2016.
La seule équipe automatiquement qualifiée est la Croatie, pays hôte. Tous les autres pays, dont l'Allemagne championne d'Europe en titre, doivent passer par les phases de qualification.

## Déroulement

### Fonctionnement
38 équipes sont inscrites pour participer, et se disputent les 15 places qualificatives pour le tournoi final en trois phases distinctes de qualification : deux phases de groupes et un tour de play-off, à la suite d'une réforme des qualifications adoptée par la Fédération européenne de handball quelques mois auparavant. Pour les deux phases de poules, les équipes sont réparties en plusieurs groupes en fonction du tirage au sort et de leur position dans les chapeaux de départ, calculée grâce au classement des nations de l'EHF.

### Calendrier
| Nom                                             | Tirage au sort  | Match aller                       | Match retour                    | Nombre de participants |
| ----------------------------------------------- | --------------- | --------------------------------- | ------------------------------- | ---------------------- |
| Premier tour de qualification                   |                 |                                   |                                 |                        |
| Journées 1 et 2 Journées 3 et 4 Journées 5 et 6 | 22 juillet 2014 | 29-30 octobre 29-30 avril 10 juin | 1-2 novembre 2-3 mai 13-14 juin | 9                      |
| Play-offs                                       | 23 juin 2015    | 6-7 avril                         | 9-10 avril                      | 6                      |
| Deuxième tour de qualification                  |                 |                                   |                                 |                        |
| Journées 1 et 5 Journées 3 et 4 Journées 2 et 6 | 14 avril 2016   | ?                                 | ?                               | 28                     |

### Tirages au sort
Le tirage au sort du premier tour de qualification a lieu le 22 juillet 2014 lors d'un congrès de l'EHF, à Vienne (Autriche).
Puis le tirage au sort pour les play-offs a lieu le 23 juin 2015, à Vienne (Autriche).
Neuf équipes, éliminées lors du premier tour des éliminatoires pour le championnat d'Europe 2016, entrent en compétition, et sont disposées en quatre chapeaux pour le tirage au sort.
Le tirage au sort du deuxième tour se déroule le 14 avril 2014 à Dubrovnik. Les 28 équipes présentes à ce stade de la compétition sont réparties en quatre pots suivant leur classement EHF.

## Premier tour de qualification
Cette première phase se joue sous la forme de matches aller-retour. La meilleure équipe de chacun des trois groupes se qualifie pour les play-offs, où elle rencontrera l'une des trois moins bonnes nations du deuxième tour des éliminatoires de l'Euro 2014.

### Composition des chapeaux
Le tirage au sort du premier tour de qualification a lieu le 22 juillet 2014 lors d'un congrès de l'EHF, à Vienne (Autriche).
| Chapeau 1              | Chapeau 2                  | Chapeau 3             |
| ---------------------- | -------------------------- | --------------------- |
| Grèce Estonie Roumanie | Italie Belgique Luxembourg | Chypre Géorgie Kosovo |

### Groupe Q1
|   | Équipe   | Pts | J | G | N | P | Bp  | Bc  | Diff |  | Résultats (dom.\ext.) |       |       |       |
| - | -------- | --- | - | - | - | - | --- | --- | ---- |  | --------------------- | ----- | ----- | ----- |
| 1 | Belgique | 6   | 4 | 3 | 0 | 1 | 111 | 91  | 20   |  | Belgique              |       | 30-25 | 30-20 |
| 2 | Grèce    | 6   | 4 | 3 | 0 | 1 | 104 | 97  | 7    |  | Grèce                 | 29-25 |       | 27-25 |
| 3 | Chypre   | 0   | 4 | 0 | 0 | 4 | 79  | 106 | -27  |  | Chypre                | 17-26 | 17-23 |       |

### Groupe Q2
|   | Équipe     | Pts | J | G | N | P | Bp  | Bc  | Diff |  | Résultats (dom.\ext.) |       |       |       |
| - | ---------- | --- | - | - | - | - | --- | --- | ---- |  | --------------------- | ----- | ----- | ----- |
| 1 | Luxembourg | 4   | 4 | 2 | 0 | 2 | 100 | 94  | 6    |  | Luxembourg            |       | 26-31 | 29-20 |
| 2 | Estonie    | 4   | 4 | 2 | 0 | 2 | 112 | 110 | 2    |  | Estonie               | 26-29 |       | 28-26 |
| 3 | Géorgie    | 4   | 4 | 2 | 0 | 2 | 92  | 100 | -8   |  | Géorgie               | 17-16 | 29-27 |       |

### Groupe Q3
|   | Équipe   | Pts | J | G | N | P | Bp  | Bc  | Diff |  | Résultats (dom.\ext.) |       |       |       |
| - | -------- | --- | - | - | - | - | --- | --- | ---- |  | --------------------- | ----- | ----- | ----- |
| 1 | Roumanie | 8   | 4 | 4 | 0 | 0 | 138 | 87  | 51   |  | Roumanie              |       | 32-23 | 44-13 |
| 2 | Italie   | 4   | 4 | 2 | 0 | 2 | 111 | 120 | -9   |  | Italie                | 24-31 |       | 36-12 |
| 3 | Kosovo   | 0   | 4 | 0 | 0 | 4 | 88  | 130 | -42  |  | Kosovo                | 15-45 | 12-28 |       |

## Play-offs

### Composition des chapeaux
Le tirage au sort pour les play-offs a lieu le 23 juin 2015, à Vienne (Autriche).
| chapeau 1               | chapeau 2                    |
| ----------------------- | ---------------------------- |
| Finlande Israël Turquie | Belgique Luxembourg Roumanie |

### Matchs
| Équipe 1   | Score | Équipe 2 | Aller | Retour |
| ---------- | ----- | -------- | ----- | ------ |
| Luxembourg | 52-55 | Finlande | 23-28 | 29-27  |
| Israël     | 48-62 | Roumanie | 27-30 | 21-32  |
| Turquie    | 50-66 | Belgique | 28-37 | 22-29  |

La Finlande se qualifie pour le tour suivant sur un total de 55 à 52 aux dépens du Luxembourg.
| 7 avril 2016 19h00 | Luxembourg               | 23 - 28 | Finlande    | D'Coque, Luxembourg Affluence : 1 100 Arbitrage : Gudjonsson, Samuelsen |
| 7 avril 2016 19h00 | Bardina, Müller, Zekan 4 | (14-17) | Tamminen 11 | D'Coque, Luxembourg Affluence : 1 100 Arbitrage : Gudjonsson, Samuelsen |
| 7 avril 2016 19h00 | ×3 ×7                    | Rapport | ×3 ×5 ×1    | D'Coque, Luxembourg Affluence : 1 100 Arbitrage : Gudjonsson, Samuelsen |

| 9 avril 2016 16h00 | Finlande    | 27 - 29 | Luxembourg | Sisu Arena, Karis Affluence : 650 Arbitrage : Barysas, Petrusis |
| 9 avril 2016 16h00 | Tamminen 11 | (12-11) | Müller 9   | Sisu Arena, Karis Affluence : 650 Arbitrage : Barysas, Petrusis |
| 9 avril 2016 16h00 | ×2 ×3       | Rapport | ×4 ×7      | Sisu Arena, Karis Affluence : 650 Arbitrage : Barysas, Petrusis |

La Roumanie se qualifie pour le tour suivant sur un total de 62 à 48 aux dépens d'Israël.
| 6 avril 2016 19h45 | Israël      | 27 - 30 | Roumanie  | Sports Arena "Drive-in", Tel Aviv Affluence : 1 000 Arbitrage : Rutkovskis, Uldis Dzerve |
| 6 avril 2016 19h45 | Tutkenitz 6 | (15-13) | Ghionea 6 | Sports Arena "Drive-in", Tel Aviv Affluence : 1 000 Arbitrage : Rutkovskis, Uldis Dzerve |
| 6 avril 2016 19h45 | ×3          | Rapport | ×3 ×4     | Sports Arena "Drive-in", Tel Aviv Affluence : 1 000 Arbitrage : Rutkovskis, Uldis Dzerve |

| 10 avril 2016 18h00 | Roumanie                            | 32 - 21 | Israël      | Sala Polivalenta Calarasi, Călărași Affluence : 1 600 Arbitrage : Cvetko , Kavalar |
| 10 avril 2016 18h00 | Csepreghi, Mihalcea, Oprea, Ramba 4 | (17-10) | Tutkenitz 6 | Sala Polivalenta Calarasi, Călărași Affluence : 1 600 Arbitrage : Cvetko , Kavalar |
| 10 avril 2016 18h00 | ×3                                  | Rapport | ×3 ×4       | Sala Polivalenta Calarasi, Călărași Affluence : 1 600 Arbitrage : Cvetko , Kavalar |

La Belgique se qualifie pour le tour suivant sur un total de 66 à 50 aux dépens de la Turquie.
| 6 avril 2016 19h00 | Turquie  | 28 - 37 | Belgique      | Rize 3000 Seyircili Spor Salonu, Rize Affluence : 2 100 Arbitrage : Brodbeck, Reich |
| 6 avril 2016 19h00 | Döne 6   | (13-16) | D.Kedziora 13 | Rize 3000 Seyircili Spor Salonu, Rize Affluence : 2 100 Arbitrage : Brodbeck, Reich |
| 6 avril 2016 19h00 | ×3 ×6 ×1 | Rapport | ×3 ×7         | Rize 3000 Seyircili Spor Salonu, Rize Affluence : 2 100 Arbitrage : Brodbeck, Reich |

| 09 avril 2016 20h00 | Belgique                 | 29 - 22 | Turquie   | Country Hall, Liège Affluence : 2 700 Arbitrage : Hajek, Macho |
| 09 avril 2016 20h00 | B.Kedziora, D.Kedziora 5 | (15-10) | Özbahar 7 | Country Hall, Liège Affluence : 2 700 Arbitrage : Hajek, Macho |
| 09 avril 2016 20h00 | ×2 ×5                    | Rapport | ×3 ×6     | Country Hall, Liège Affluence : 2 700 Arbitrage : Hajek, Macho |

## Deuxième tour de qualification
Cette deuxième phase se joue sous la forme de matches aller-retour. Les deux meilleures équipes de chacun des sept groupes se qualifie pour la phase finale du Championnat d'Europe 2018, le meilleur troisième est également qualifié.

### Composition des chapeaux
Le tirage au sort du deuxième tour se déroule le 14 avril 2014 à Dubrovnik. Les 28 équipes présentes à ce stade de la compétition sont réparties en quatre pots suivant leur classement EHF.
| Chapeau 1                                               | Chapeau 2                                                      | Chapeau 3                                                                    | Chapeau 4                                                    |
| ------------------------------------------------------- | -------------------------------------------------------------- | ---------------------------------------------------------------------------- | ------------------------------------------------------------ |
| France Espagne Danemark Pologne Allemagne Suède Islande | Macédoine Russie Norvège Hongrie Slovénie Biélorussie Autriche | Serbie Rép. tchèque Monténégro Bosnie-Herzégovine Pays-Bas Portugal Lituanie | Slovaquie Lettonie Ukraine Suisse Roumanie Belgique Finlande |

### Groupe 1
|   | Équipe   | Pts | J | G | N | P | Bp  | Bc  | Diff |  | Résultats (dom.\ext.) |       |       |       |       |
| - | -------- | --- | - | - | - | - | --- | --- | ---- |  | --------------------- | ----- | ----- | ----- | ----- |
| 1 | Danemark | 11  | 6 | 5 | 1 | 0 | 194 | 135 | 59   |  | Danemark              |       | 35-27 | 29-20 | 33-16 |
| 2 | Hongrie  | 9   | 6 | 4 | 1 | 1 | 174 | 156 | 18   |  | Hongrie               | 25-25 |       | 35-30 | 24-16 |
| 3 | Pays-Bas | 4   | 6 | 2 | 0 | 4 | 155 | 179 | -24  |  | Pays-Bas              | 24-36 | 27-28 |       | 25-24 |
| 4 | Lettonie | 0   | 6 | 0 | 0 | 6 | 129 | 182 | -53  |  | Lettonie              | 23-36 | 23-35 | 27-29 |       |

### Groupe 2
|   | Équipe      | Pts | J | G | N | P | Bp  | Bc  | Diff | Dép |  | Résultats (dom.\ext.) |       |       |       |       |
| - | ----------- | --- | - | - | - | - | --- | --- | ---- | --- |  | --------------------- | ----- | ----- | ----- | ----- |
| 1 | Biélorussie | 8   | 6 | 3 | 2 | 1 | 175 | 173 | 2    | +9  |  | Biélorussie           |       | 23-26 | 27-27 | 32-23 |
| 2 | Serbie      | 8   | 6 | 3 | 2 | 1 | 177 | 152 | 25   | -9  |  | Roumanie              | 22-32 |       | 22-23 | 28-23 |
| 3 | Roumanie    | 4   | 6 | 2 | 0 | 4 | 151 | 159 | -8   | +4  |  | Serbie                | 27-36 | 27-22 |       | 34-34 |
| 4 | Pologne     | 4   | 6 | 1 | 2 | 3 | 171 | 189 | -18  | -4  |  | Pologne               | 27-27 | 32-31 | 32-37 |       |

La Biélorussie et la Roumanie devancent respectivement la Serbie et la Pologne selon la règle du nombre de buts marqués à l'extérieur (Biélorussie 63-54 Serbie et Roumanie 59-55 Pologne).

### Groupe 3
|   | Équipe             | Pts | J | G | N | P | Bp  | Bc  | Diff |  | Résultats (dom.\ext.) |       |       |       |       |
| - | ------------------ | --- | - | - | - | - | --- | --- | ---- |  | --------------------- | ----- | ----- | ----- | ----- |
| 1 | Espagne            | 12  | 6 | 6 | 0 | 0 | 202 | 130 | 72   |  | Espagne               |       | 35-24 | 46-16 | 30-21 |
| 2 | Autriche           | 6   | 6 | 3 | 0 | 3 | 176 | 186 | -10  |  | Autriche              | 29-30 |       | 27-31 | 34-32 |
| 3 | Bosnie-Herzégovine | 4   | 6 | 2 | 0 | 4 | 160 | 162 | -2   |  | Finlande              | 21-36 | 36-39 |       | 27-32 |
| 4 | Finlande           | 2   | 6 | 1 | 0 | 5 | 154 | 214 | -60  |  | Bosnie-Herzégovine    | 19-25 | 22-23 | 34-23 |       |

### Groupe 4
|   | Équipe       | Pts | J | G | N | P | Bp  | Bc  | Diff | Dép |  | Résultats (dom.\ext.) |       |       |       |       |
| - | ------------ | --- | - | - | - | - | --- | --- | ---- | --- |  | --------------------- | ----- | ----- | ----- | ----- |
| 1 | Macédoine    | 7   | 6 | 3 | 1 | 2 | 174 | 158 | 16   | -   |  | Macédoine             |       | 33-20 | 30-25 | 27-21 |
| 2 | Rép. tchèque | 6   | 6 | 3 | 0 | 3 | 161 | 161 | 0    | +2  |  | Rép. tchèque          | 35-28 |       | 27-24 | 32-25 |
| 3 | Islande      | 6   | 6 | 3 | 0 | 3 | 163 | 163 | 0    | -2  |  | Islande               | 30-29 | 25-24 |       | 34-26 |
| 4 | Ukraine      | 5   | 6 | 2 | 1 | 3 | 152 | 168 | -16  | -   |  | Ukraine               | 27-27 | 26-23 | 27-25 |       |

La République tchèque devance l'Islande à la différence de buts particulière (51-49)

### Groupe 5
|   | Équipe    | Pts | J | G | N | P | Bp  | Bc  | Diff |  | Résultats (dom.\ext.) |       |       |       |       |
| - | --------- | --- | - | - | - | - | --- | --- | ---- |  | --------------------- | ----- | ----- | ----- | ----- |
| 1 | Allemagne | 12  | 6 | 6 | 0 | 0 | 173 | 137 | 36   |  | Allemagne             |       | 25-20 | 35-24 | 29-22 |
| 2 | Slovénie  | 7   | 6 | 3 | 1 | 2 | 162 | 148 | 14   |  | Slovénie              | 23-32 |       | 28-18 | 32-27 |
| 3 | Portugal  | 5   | 6 | 2 | 1 | 3 | 148 | 165 | -17  |  | Portugal              | 26-29 | 26-26 |       | 27-22 |
| 4 | Suisse    | 0   | 6 | 0 | 0 | 6 | 138 | 171 | -33  |  | Suisse                | 22-23 | 20-33 | 25-27 |       |

### Groupe 6
|   | Équipe     | Pts | J | G | N | P | Bp  | Bc  | Diff |  | Résultats (dom.\ext.) |       |       |       |       |
| - | ---------- | --- | - | - | - | - | --- | --- | ---- |  | --------------------- | ----- | ----- | ----- | ----- |
| 1 | Suède      | 10  | 6 | 5 | 0 | 1 | 166 | 125 | 41   |  | Suède                 |       | 25-21 | 36-21 | 31-17 |
| 2 | Monténégro | 7   | 6 | 2 | 3 | 1 | 158 | 168 | -10  |  | Russie                | 21-29 |       | 27-27 | 31-31 |
| 3 | Russie     | 5   | 6 | 1 | 3 | 2 | 149 | 160 | -11  |  | Monténégro            | 28-24 | 24-24 |       | 31-30 |
| 4 | Slovaquie  | 2   | 6 | 0 | 2 | 4 | 146 | 166 | -20  |  | Slovaquie             | 17-21 | 24-25 | 27-27 |       |

### Groupe 7
|   | Équipe   | Pts | J | G | N | P | Bp  | Bc  | Diff |  | Résultats (dom.\ext.) |       |       |       |       |
| - | -------- | --- | - | - | - | - | --- | --- | ---- |  | --------------------- | ----- | ----- | ----- | ----- |
| 1 | France   | 10  | 6 | 5 | 0 | 1 | 191 | 169 | 22   |  | France                |       | 28-24 | 37-20 | 32-28 |
| 2 | Norvège  | 8   | 6 | 4 | 0 | 2 | 196 | 163 | 33   |  | Norvège               | 35-30 |       | 30-20 | 35-26 |
| 3 | Lituanie | 6   | 6 | 3 | 0 | 3 | 163 | 179 | -16  |  | Lituanie              | 25-26 | 32-29 |       | 33-28 |
| 4 | Belgique | 0   | 6 | 0 | 0 | 6 | 175 | 214 | -39  |  | Belgique              | 37-39 | 27-43 | 29-33 |       |

### Meilleur troisième
Le meilleur troisième des sept poules accède, lui aussi à la phase finale. Pour le désigner, un classement est effectué en comparant les résultats de chacune des sept équipes :
|   | Équipe             | Pts | J | G | N | P | Bp  | Bc  | Diff |
| - | ------------------ | --- | - | - | - | - | --- | --- | ---- |
| 1 | Islande            | 6   | 6 | 3 | 0 | 3 | 163 | 163 | 0    |
| 2 | Lituanie           | 6   | 6 | 3 | 0 | 3 | 163 | 179 | -16  |
| 3 | Russie             | 5   | 6 | 1 | 3 | 2 | 149 | 160 | -11  |
| 4 | Portugal           | 5   | 6 | 2 | 1 | 3 | 148 | 165 | -17  |
| 5 | Bosnie-Herzégovine | 4   | 6 | 2 | 0 | 4 | 160 | 162 | -2   |
| 6 | Roumanie           | 4   | 6 | 2 | 0 | 4 | 151 | 159 | -8   |
| 7 | Pays-Bas           | 4   | 6 | 2 | 0 | 4 | 155 | 179 | -24  |

## Statistiques
| Rang | Joueur          | Tot. |
| ---- | --------------- | ---- |
| 1    | Kiril Lazarov   | 59   |
| 2    | Vuko Borozan    | 50   |
| 3    | Damian Kedziora | 41   |

Remarque : ce classement de tient en compte que les buts marqués lors du 2e tour de qualification. Ainsi, Kedziora a marqué 41 buts de plus (soit un total de 82 buts) lors des 4 matchs du 1er tour de qualification et des 2 matchs des Play-offs.